# Светлов, Сергей Александрович
Серге́й Алекса́ндрович Све́тлов (род. 17 января 1961, Пенза) — советский хоккеист, олимпийский чемпион. Заслуженный мастер спорта СССР, кавалер ордена Почёта (2023) и ордена «Знак Почёта». Тренер.
Окончил Московский областной педагогический институт (1987).

## Карьера
Выпускник Пензенской областной специализированной детско-юношеской школы Олимпийского резерва по хоккею с шайбой. Начинал карьеру в 1978 году в клубе «Дизелист».
С 1978 по 1989 год выступал за московское «Динамо». В чемпионате СССР провёл 372 матча, забросил 138 шайб. Многократный призёр чемпионатов страны.
В сезоне 1989/90 вместе с В. Васильевым и А. Мальцевым был откомандирован «Динамо» в Венгрию, где играл за команду «Уйпешт» и стал обладателем Кубка Венгрии.
В 1990 году уехал играть в Германию. В 1995 перешёл на тренерскую работу, работал главным тренером клуба 1-й лиги «Ландсберг», в котором у него выступали латвийские игроки — Александр Керч, Игорь Павлов.
На чемпионатах мира и Европы в 1985—1987 годах и Олимпийских играх 1988 г. провел 38 матчей, забросил 12 шайб. Чемпион мира 1986 г., серебряный призёр 1987 г., бронзовый призёр 1985 г. Чемпион Европы 1985—1987 г.
На Олимпийских играх в Калгари в составе сборной СССР выиграл золотые медали.
На Кубках Канады 1984 и 1987 годов завоёвывал бронзу и серебро.
Всего в составе сборной СССР провёл 154 матча, забросил 57 шайб (1980—1988).
Сезон 2015/16 тольяттинская «Лада» под руководством Светлова начала крайне неудачно. В стартовых 10 играх сумела одержать лишь две победы, набрать семь очков и занимала последнюю, 14-ю позицию в Восточной Конференции. Руководство клуба приняло решение отправить Светлова в отставку.

### Тренерская карьера
- 8 февраля 2010 — май 2010 — главный тренер клуба «Лада», КХЛ
- 22 сентября 2010 — 27 декабря 2010 — главный тренер клуба «Амур», КХЛ
- 22 октября 2012 — 18 сентября 2013 — главный тренер клуба «Атлант», КХЛ
- 5 декабря 2013 — 1 мая 2014 — главный тренер клуба «Адмирал», КХЛ
- 1 мая 2014 — 17 сентября 2015 — главный тренер клуба «Лада», КХЛ
- 21 апреля 2018 — 1 мая 2020 — главный тренер клуба «Адмирал», КХЛ
- 19 сентября 2020 — 30 апреля 2021 — главный тренер клуба «Амур», КХЛ
- 26 октября 2022 — 20 января 2023[1] — главный тренер клуба «Сочи», КХЛ

## Награды
- Орден Почёта (6 июня 2023) — за высокие спортивные достижения, большой вклад в популяризацию отечественного спорта и активное участие в развитии физической культуры страны[2]
- Орден «Знак Почёта»